# GE 1-C+C-1 (EFS)
A  GE 1-C+C-1, também conhecida como Série 2000, foi uma locomotiva elétrica projetada e construída pela General Electric para a Estrada de Ferro Sorocabana.

## Início da operação
Na década de 1930, a Estrada de Ferro Sorocabana, então pertencente ao Governo do Estado de São Paulo, realizou  uma licitação para escolher a firma que eletrificaria o trecho ferroviário entre São Paulo e Iperó, que já apresentava grande movimento naquela época. A vencedora da licitação foi a inglesa Metropolitan-Vickers, mas o início da Segunda Guerra Mundial e a mobilização de todo o parque industrial da Inglaterra para a produção de armas fizeram com que a empresa cancelasse as obras. Assim, um grupo formado, entre outras empresas, pelas norte-americanas General Electric e Westinghouse assumiu as obras em pleno período de guerra.
A locomotiva que operaria no trecho eletrificado foi projetada pela General Electric e seria utilizada para trens de passageiros e de carga; a máquina apresentava rodagem 1-C+C-1 para melhor se adaptar ao traçado sinuoso da linha e tinha potência de 2000 HP. A primeira locomotiva chegou ao Brasil em 1943 e fora produzida numa época em que todo o parque industrial norte-americano estava voltado para a produção de armamento para a guerra.
A primeira etapa da eletrificação na Estrada de Ferro Sorocabana foi concluída em 1944, e as locomotivas Série 2000 (como foram batizadas oficialmente) iniciaram as suas operações comerciais. Até 1948, a Sorocabana receberia mais locomotivas do mesmo modelo, que foram produzidas pela General Electric e também pela Westinghouse, nos Estados Unidos.

## Apelido
Os ferroviários logo encontraram um apelido para a nova locomotiva elétrica da Sorocabana: Loba. Isto se deveu porque os eixos de apoio da máquina se localizavam à frente da carenagem frontal da locomotiva, e alguns ferroviários compararam este detalhe a um focinho de um lobo.
Outro apelido destas máquinas foi Westinghouse, pois algumas unidades foram produzidas pela empresa norte-americana.

## Fim da operação
As locomotivas Loba prestaram bons serviços para a Sorocabana e para a FEPASA, tracionando trens de passageiros e cargas pela região Sudoeste e Oeste de São Paulo. Na década de 1970, aproximadamente sete a dez unidades foram reformadas e modernizadas, recebendo novos faróis, pantógrafos e pintura branca e vermelha da FEPASA.
Entretanto, em 1999, a malha da FEPASA foi concedida a uma nova empresa, a Ferroban. A nova controladora imediatamente interrompeu o uso da tração elétrica e encostou quase todas as locomotivas elétricas então em uso. Ainda assim, três Lobas continuaram em operação, tracionando trens cargueiros na Grande São Paulo. Em 2006, a América Latina Logística assumiu as operações da malha da antiga FEPASA e reformou uma locomotiva Loba para a operação na Grande São Paulo.
O restante das locomotivas foi encostado e acaba deteriorando em vários pátios ferroviários, sobretudo no de Sorocaba. Ao decorrer do último trimestre de 2009, algumas dessas que ficaram paradas em Ourinhos e Sorocaba foi levada para a cidade de Bauru (que já "abrigava" unidades das Lobas desativadas ao longo da malha ferroviária da cidade) - mais precisamente para o pátio de Triagem Paulista - pela própria ALL em ações de remoção de material rodante inservível de pátios pela sua malha. Logo ao fim do mesmo ano e início do seguinte 2010, certas unidades foram ignorantemente compradas por como sucata, por ficarem a mercê do tempo e desprotegidas: foram alvas de ladrões em busca de cobre e vândalos - algumas das tais,  foram desmembradas dos seus eixos. ... Grande parte das unidades atualmente está neste estado.